# Бабинський (хутір)
Бабинський, Бабинський Цвіт (рос. Бабинский) — колишній хутір у Чуднівській волості Житомирського й Полонського повітів Волинської губернії та Червонохатківській сільській раді Чуднівського, Миропільського, Довбишського, Баранівського районів Волинської округи, Київської та Житомирської областей.

## Населення
Кількість населення, станом на 1906 рік — 16 мешканців та 2 двори, на 1923 рік — 65 осіб, кількість дворів — 13, на 1924 рік — 58 осіб, кількість дворів — 12.

## Історія
В 1906 році — хутір в складі Чуднівської волості (3-го стану) Житомирського повіту Волинської губернії. Відстань до повітового та губернського центру, м. Житомир, становила 46 верст, до волосної управи в містечку Чуднів — 32 версти. Найближче поштово-телеграфне відділення розташовувалось в Чуднові.
У 1923 році увійшов до складу новоствореної Дранецькохатківської (від 1939 р. — Червонохатківська) сільської ради, котра, від 7 березня 1923 року, стала частиною новоутвореного Чуднівського району Житомирської (згодом — Волинська) округи. Відстань до районного центру, міст. Чуднів — 38 верст, до центру сільської ради, с. Дранецькі Хатки — 3 версти.
Від 27 червня 1925 року, разом із сільською радою, увійшов до складу Миропільського району, 1 вересня 1925 року — Довбишського (згодом — Мархлевський), 17 жовтня 1935 року — Баранівського та 14 травня 1939 року — до складу Щорського (згодом — Довбишський) району.
Станом на 1 жовтня 1941 року не перебуває на обліку населених пунктів.